# Ira von Fürstenberg
Ira von Fürstenberg, née le 18 avril 1940 à Rome (Italie) où elle meurt le 18 février 2024, est une actrice, femme du monde, mannequin et styliste germano-italienne.

## Biographie

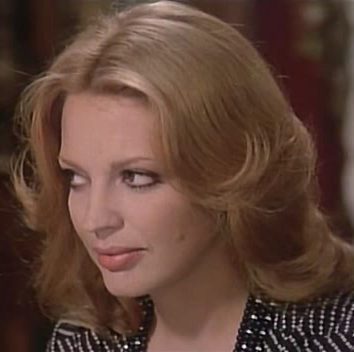
Ira von Fürstenberg dans I baroni (1975).

La princesse Virginia von Fürstenberg est la fille du prince Tassilo zu Fürstenberg et de sa première épouse, Clara Agnelli, une héritière du groupe Fiat. Elle est née en tant que Son Altesse Sérénissime la princesse Caroline Thérèse Virginie Galdina Pancrazia von Fürstenberg, à Rome.
Son arrière-grand-mère maternelle est une héritière américaine, Jane Campbell (princesse di San Faustino, par mariage). L'aîné de ses deux frères, Egon von Fürstenberg est un créateur de mode. Son ancienne belle-sœur est la couturière Diane von Fürstenberg, et son oncle Gianni Agnelli, le président de Fiat. Elle a aussi un frère cadet, le prince Sébastien.
Elle épouse à Venise le 17 septembre 1955 à l'âge de 15 ans le prince Alfonso de Hohenlohe-Langenbourg (1924-2003), alors âgé de 31 ans, fondateur du Marbella Club Hotel (la célébration dure seize jours et quatre cents personnes sont invitées). Ils ont deux enfants : Christoph Victorio Egon Humberto (1956-2006) et Hubertus (né en 1959, skieur, représentant le Mexique aux jeux olympiques d'hiver). Ils divorcent en 1960 et le mariage est annulé en 1969. En 1961, elle épouse Francisco « Baby » Pignatari, industriel brésilien. Ils divorcent en 1964 ; aucun enfant n'est né de cette union. Elle fréquente un temps le prince Rainier III de Monaco après la mort de la princesse Grace, son épouse.
Ira de Fürstenberg est une ancienne directrice des relations publiques du couturier Valentino. Elle est marraine de la fondation Children of Africa de la Première dame de Côte d'Ivoire, Dominique Ouattara.
Depuis le début des années 2000, elle crée des objets en cristal de roche et porphyre, dont certains ont été exposés au musée Jacquemart-André et à l'hôtel de la Monnaie (Paris).
Elle est décédée à Rome à l'âge de 83 ans. Le service funèbre a eu lieu le 23 février 2024 dans la basilique Santa Maria in Montesanto à Rome. Y ont participé, outre la famille, John Elkann et son épouse Lavinia, Tomás Terry et Marisela Federici. Sa tombe se trouve dans le cimetière de Strobl am Wolfgangsee.

## Filmographie partielle

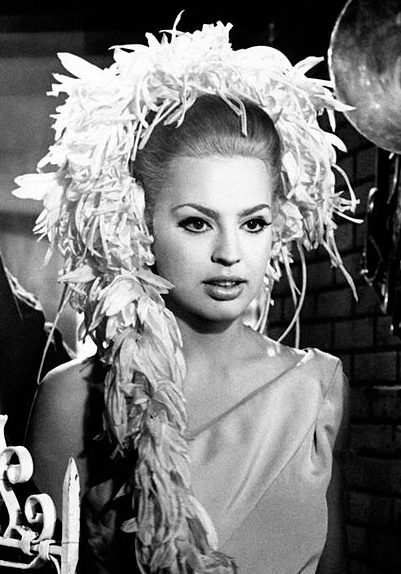
Ira von Fürstenberg dans Mission T.S. (1966).

Elle était créditée sous le nom d'Ira Furstenberg 
- 1967 : J'ai tué Raspoutine de Robert Hossein :  Princesse Irène Youssoupoff
- 1967 : Caprice à l'italienne (Capriccio all'italiana) de Mario Monicelli, Pier Paolo Pasolini, Mauro Bolognini, Steno, Pino Zac et Franco Rossi : Silvana
- 1967 : Deux billets pour Mexico de Christian-Jaque : Suzanne Belmont
- 1967 : Mission T.S. (Matchless) d'Alberto Lattuada : Arabella
- 1968 : Negresco (Negresco – Eine tödliche Affaire) de Klaus Lemke (de) : Laura Parrish
- 1968 : Casse au Vatican (A qualsiasi prezzo) d'Emilio Miraglia : Pamela Scott
- 1969 : Il prof. dott. Guido Tersilli primario della clinica Villa Celeste convenzionata con le mutue de Luciano Salce : Dr. Olivieri
- 1969 : La Bataille d'El Alamein (La battaglia di El Alamein) de Giorgio Ferroni : Marta
- 1970 : Nel giorno del Signore (it) de Bruno Corbucci : Beatrice
- 1970 : L'île de l'épouvante (Cinque bambole per la luna d'agosto) de Mario Bava : Trudy Farrell
- 1970 : Hello-Goodbye de Jean Negulesco : Evelyne Rossan
- 1970 : Le PDG a des ratés (La prima notte del dottor Danieli, industriale, col complesso del... giocattolo) de Giovanni Grimaldi : Laura
- 1970 : No desearás al vecino del quinto de Tito Fernández :  	Jacinta
- 1971 : Journée noire pour un bélier (Giornata nera per l'ariete) de Luigi Bazzoni : Isabel Lancia
- 1971 : Homo eroticus de Marco Vicario : la femme de Mezzini
- 1971 : Le belve (it) de Giovanni Grimaldi : Filomena Sparapaoli
- 1971 : La Vie sexuelle de Don Juan (Le calde notti di Don Giovanni) d'Alfonso Brescia : Isabella Gonzales
- 1971 : No desearás la mujer del vecino (it) de Fernando Merino : Susana
- 1972 : Los amigos de Paolo Cavara : Hester McDonald Morton
- 1974 : Citation directe (Processo per direttissima) de Lucio De Caro : Cristina Visconti
- 1975 : I baroni de Giampaolo Lomi : Isabella
- 1982 : Plus beau que moi, tu meurs de Philippe Clair : La femme du sénateur